# Bunk'd
Bunk'd (Acampamento Kikiwaka (título em Portugal) ou Acampados (título no Brasil)) é uma série de televisão estadunidense do Disney Channel, e um spin-off de Jessie. Estreou a 31 de julho de 2015, após o filme Descendants. Em dezembro de 2021, a série foi renovada para uma sexta temporada, intitulada Bunk'd: Learning the Ropes, que estreou em 10 de junho de 2022. Em outubro de 2022, a série foi renovada para uma sétima temporada, que estreou em 23 de julho de 2023.
Em Portugal estreou a 18 de março de 2016. No Brasil estreou a 23 de janeiro de 2016.
A 2ª temporada estreou no dia 23 de agosto de 2016 nos Estados Unidos. Em Portugal estreou a 3 de abril de 2017. No Brasil estreou 3 de dezembro de 2016.
A série foi renovada para uma terceira temporada pelo Disney Channel a 31 de agosto de 2017.
Em 1 de setembro de 2017, o Disney Channel confirmou que Kevin Quinn, Nathan Arenas, e Nina Lu estariam ausentes na terceira temporada, sendo substituídos por três novas personagens (Mateo, Finn e Destiny).
Em 21 de março de 2018, o elenco confirmou que a terceira temporada seria a última da série. Porém, a 15 de novembro de 2018, foi confirmada a quarta temporada da série, sem a participação da família Ross, sendo substituídos por três novas personagens (Noah, Ava e Gwen).
Em 24 de fevereiro de 2020, foi anunciado pelo Disney Channel que a série havia sido renovada para uma quinta temporada, com a produção programada para começar no outono de 2020. A produtora executiva Erin Dunlap servirá como o único showrunner da quinta temporada. Além disso, todo o elenco da quarta temporada, com exceção de Scarlett Estevez, deve retornar. Em 26 de agosto de 2020, foi anunciado que Trevor Tordjman de Zombies e Zombies 2 se juntaria ao elenco principal na quinta temporada como Parker Preston. O Disney Channel anunciou em 11 de dezembro de 2020, que a quinta temporada estrearia em 15 de janeiro de 2021. Em 15 de dezembro de 2021, foi anunciado que a série seria renovada para uma sexta temporada, com Miranda May, Trevor Tordjman, Mallory James Mahoney e Israel Johnson prontos para retornar. A novidade na série é Shiloh Verrico como Winnie, Luke Busey como Jake e Alfred Lewis como Bill. A sexta temporada estreou em 10 de junho de 2022 e terá 30 episódios. Em 11 de outubro de 2022, o Disney Channel renovou a série para uma sétima temporada. Em 7 de maio de 2023, foi anunciado que a produção da sétima temporada havia sido interrompida devido à greve dos roteiristas dos Estados Unidos de 2023.
Em 22 de junho de 2023, foi anunciado que a sétima temporada estrearia em 23 de julho de 2023.
Em 29 de dezembro de 2023, foi anunciado que o Disney Channel havia estendido a sétima temporada para 22 episódios e revelou que seria a última temporada.

## Sinopse
Os irmãos Emma, Ravi e Zuri Ross passam o verão no acampamento de Maine Kikiwaka, onde seus pais se conheceram quando adolescentes. As crianças não estão acostumadas a estar ao ar livre e precisam de ajuda para se adaptar.

## Elenco
| Ator                  | Personagem       | Temporadas | Temporadas | Temporadas | Temporadas | Temporadas   | Temporadas   | Temporadas   |
| Ator                  | Personagem       | 1.ª        | 2.ª        | 3.ª        | 4.ª        | 5.ª          | 6.ª          | 7.ª          |
| --------------------- | ---------------- | ---------- | ---------- | ---------- | ---------- | ------------ | ------------ | ------------ |
| Peyton Roi List       | Emma Ross        | Principal  | Principal  | Principal  | Ausente    | Participação | Ausente      | Ausente      |
| Karan Brar            | Ravi Ross        | Principal  | Principal  | Principal  | Ausente    | Ausente      | Ausente      | Ausente      |
| Skai Jackson          | Zuri Ross        | Principal  | Principal  | Principal  | Ausente    | Ausente      | Ausente      | Ausente      |
| Miranda May           | Lou Hockhauser   | Principal  | Principal  | Principal  | Principal  | Principal    | Principal    | Principal    |
| Kevin Quinn           | Xander McCormick | Principal  | Principal  | Ausente    | Ausente    | Ausente      | Ausente      | Ausente      |
| Nathan Arenas         | Jorge Ramirez    | Principal  | Principal  | Ausente    | Ausente    | Ausente      | Ausente      | Ausente      |
| Nina Lu               | Tiffany Chen     | Principal  | Principal  | Ausente    | Ausente    | Ausente      | Ausente      | Ausente      |
| Lincoln Melcher       | Griff Jones      | Ausente    | Principal  | Ausente    | Ausente    | Ausente      | Ausente      | Ausente      |
| Mallory James Mahoney | Destiny Baker    | Ausente    | Ausente    | Principal  | Principal  | Principal    | Principal    | Principal    |
| Will Buie Jr.         | Finn Sawyer      | Ausente    | Ausente    | Principal  | Principal  | Principal    | Participação | Participação |
| Raphael Alejandro     | Matteo Silva     | Ausente    | Ausente    | Principal  | Principal  | Principal    | Ausente      | Participação |
| Shelby Simmons        | Ava King         | Ausente    | Ausente    | Ausente    | Principal  | Principal    | Ausente      | Participação |
| Scarlett Estevez      | Gwen Flores      | Ausente    | Ausente    | Ausente    | Principal  | Participação | Ausente      | Participação |
| Israel Johnson        | Noah Lambert     | Ausente    | Ausente    | Ausente    | Principal  | Principal    | Principal    | Principal    |
| Trevor Tordjman       | Parker Preston   | Ausente    | Ausente    | Ausente    | Ausente    | Principal    | Principal    | Principal    |
| Shiloh Verrico        | Winnie           | Ausente    | Ausente    | Ausente    | Ausente    | Ausente      | Principal    | Principal    |
| Luke Busey            | Jake             | Ausente    | Ausente    | Ausente    | Ausente    | Ausente      | Principal    | Principal    |
| Alfred Lewis          | Bill             | Ausente    | Ausente    | Ausente    | Ausente    | Ausente      | Principal    | Principal    |

| Temporada | Temporada | Episódios | Exibição original     | Exibição original      | Exibição em Portugal   | Exibição em Portugal  | Exibição no Brasil     | Exibição no Brasil     |
| Temporada | Temporada | Episódios | Estreia de temporada  | Final de temporada     | Estreia de temporada   | Final de temporada    | Estreia de temporada   | Final de temporada     |
| --------- | --------- | --------- | --------------------- | ---------------------- | ---------------------- | --------------------- | ---------------------- | ---------------------- |
|           | 1         | 21        | 31 de julho de 2015   | 20 de maio de 2016     | 18 de março de 2016    | 20 de outubro de 2016 | 23 de janeiro de 2016  | 24 de dezembro de 2016 |
|           | 2         | 21        | 23 de agosto de 2016  | 24 de maio de 2017     | 3 de abril de 2017     | 23 de abril de 2018   | 3 de dezembro de 2016  | 29 de outubro de 2017  |
|           | 3         | 16        | 18 de junho de 2018   | 21 de setembro de 2018 | 5 de fevereiro de 2019 | 26 de outubro de 2019 | 3 de novembro de 2018  | 22 de março de 2019    |
|           | 4         | 30        | 20 de junho de 2019   | 24 de julho de 2020    | 6 de janeiro de 2020   | 28 de maio de 2021    | 21 de outubro de 2019  | 13 de junho de 2021    |
|           | 5         | 21        | 15 de janeiro de 2021 | 6 de agosto de 2021    | 5 de julho de 2021     | 19 de agosto de 2022  | 14 de junho de 2021    | 28 de janeiro de 2022  |
|           | 6         | 30        | 10 de junho de 2022   | 21 de maio de 2023     | 24 de outubro de 2022  | —                     | 6 de fevereiro de 2023 | 24 de agosto de 2023   |
|           | 7         | 22        | 23 de julho de 2023   | 2 de agosto de 2024    | —                      | —                     | 15 de janeiro de 2024  | 29 de setembro de 2024 |